# La Capilla (Hidalgo)
La Capilla es una localidad de México, localizada en el municipio de Jaltocán en el estado de Hidalgo.

## Geografía
Se encuentra en la región geográfica de la Huasteca hidalguense; a la localidad le corresponden las coordenadas geográficas 21° 09’ 07.946” de latitud norte y 98° 31’ 29.462” de longitud oeste, con una altitud de 155 m s. n. m. Cuenta con un clima templado subhúmedo con lluvias en verano, de menor humedad.
En cuanto a fisiografía se encuentra en la provincia de la Sierra Madre Oriental, dentro de la subprovincia del Carso Huasteco; su terreno es de sierra. En lo que respecta a la hidrografía se encuentra posicionado en la región del Pánuco, dentro de la cuenca del río Moctezuma, en la subcuenca del río Tempoal.

## Demografía
En 2020 registró una población de 644 personas, lo que corresponde al 6.12 % de la población municipal. De los cuales 315 son hombres y 351 son mujeres.
| Gráfica de evolución demográfica de La Capilla entre 1921 y 2020 |
|                                                                  |
| Población registrada por los censos y conteos del INEGI.         |